# Шах-Зейд
Шах-Зейд (перс. شاه زيد) — село в Ірані, у дегестані Челав, в Центральному бахші, шагрестані Амоль остану Мазендеран. За даними перепису 2006 року, його населення становило 209 осіб, що проживали у складі 59 сімей.

## Клімат
Середня річна температура становить 11,55°C, середня максимальна – 30,80°C, а середня мінімальна – -10,00°C. Середня річна кількість опадів – 328 мм.
| Клімат поселення                              | Клімат поселення | Клімат поселення | Клімат поселення | Клімат поселення | Клімат поселення | Клімат поселення | Клімат поселення | Клімат поселення | Клімат поселення | Клімат поселення | Клімат поселення | Клімат поселення | Клімат поселення |
| Показник                                      | Січ.             | Лют.             | Бер.             | Квіт.            | Трав.            | Черв.            | Лип.             | Серп.            | Вер.             | Жовт.            | Лист.            | Груд.            |                  |
| Середній максимум, °C                         | 7,95             | 8,88             | 13,48            | 19,51            | 24,16            | 29,13            | 30,80            | 30,48            | 25,29            | 19,42            | 13,37            | 8,54             |                  |
| Середня температура, °C                       | −1,03            | −0,12            | 4,50             | 10,52            | 15,18            | 20,15            | 24,37            | 24,05            | 18,87            | 13,00            | 6,96             | 2,11             |                  |
| Середній мінімум, °C                          | −10              | −9,1             | −4,49            | 1,56             | 6,20             | 11,17            | 17,95            | 17,63            | 12,47            | 6,60             | 0,54             | −4,29            |                  |
| Норма опадів, мм                              | 51               | 40               | 58               | 47               | 40               | 9                | 1                | 0                | 1                | 9                | 29               | 43               |                  |
| Середньомісячна швидкість вітру, м/с          | 1.98             | 2.63             | 2.89             | 3.21             | 2.68             | 2.70             | 2.61             | 2.56             | 2.31             | 2.17             | 1.91             | 1.70             |                  |
| Середньомісячна сонячна радіація, кДж/м²·день | 8674             | 11657            | 14376            | 17842            | 22183            | 27115            | 26063            | 23989            | 20964            | 15279            | 10783            | 8721             |                  |
| --------------------------------------------- | ---------------- | ---------------- | ---------------- | ---------------- | ---------------- | ---------------- | ---------------- | ---------------- | ---------------- | ---------------- | ---------------- | ---------------- | ---------------- |
| Джерело:                                      |                  |                  |                  |                  |                  |                  |                  |                  |                  |                  |                  |                  |                  |